# Улица Кооли
Улица Ко́оли (эст. Kooli tänav — букв. «Школьная улица») — короткая (48 метров) улица в историческом районе Старый город Таллина (Эстония), идёт от улицы Аида вдоль крепостной стены как продолжение улицы Лаборатоориуми в сторону улицы Гюмнаазиуми.

## История
Название этой улицы, как и соседних — Гюмнаазиуми, Лаборатоориуми — связано с располагавшейся поблизости школой, ныне — гимназией Густава Адольфа. На русских картах указывалась как Школьная ул., в немецких источниках 1907 и 1942 годов как нем. Schulstraße.
С 1939 по 1989 была объединена с соседней улицей Гюмнаазиуми.

## Застройка улицы
- Дом 1 — башня Нуннадетагуне;
- дом 7 — башня Лёвеншеде.

Располагавшаяся у выхода к крепостной стене улицы Аида башня Липпе не сохранилась, на этом месте проход в стене.